# Megumi Sakata
Megumi Sakata (坂田 恵 Sakata Megumi?), född 18 oktober 1971, är en japansk tidigare fotbollsspelare.
Megumi Sakata debuterade för japans landslag den 24 december 1989 i en 14–0-vinst över Nepal. Hon spelade 10 landskamper för det japanska landslaget. Hon deltog bland annat i fotbolls-VM 1991 och 1995.